# Мунъялы
Мунъя́лы (чув. Мӑн Элмен) — деревня в Вурнарском районе Чувашской Республики России. Входит в состав Ермошкинского территориального отдела Вурнарского муниципального округа.
Находится между деревнями Ойкас-Яндоба, Ермошкино, Кивсерт-Мурат на левом берегу реки Большой Цивиль. В деревне действует крестьянское (фермерское) хозяйство, которое занимается выращиванием сельскохозяйственных культур.
Животноводство остаётся ведущей отраслью деревни. В хозяйствах выращивают крупный рогатый скот, свиней, овец, птиц.
Первое упоминание: согласно переписи 1859 года — Муньялы (околодок Альменево).

## История
Известна с 1859 года как околоток Альменево. С 1927 года назыввется — Мӑн Элмен (чув. Мӑньял Элмен). По преданиям первые люди жили здесь по краю большого оврага, скрывавшись от разбойников. Вожака звали Элмен. Отсюда назв. дер. Мунъялы (Мӑн Элмен).
В 1841 ых годах жители деревни активные участники Акрамовского восстания. Это крупное событие в истории края, которое было направлено против проведения реформы П. Д. Киселева — управления государств. крестьянами.
Массовые выступления и стачки крестьян произошли в Асакасинской волости Ядринского уезда в составе которого была деревня. Утром 16 мая у д. Мунъялы собралось 6000 вооруженных крестьян. Они стеной пошли на войска. Один из гл. руководителей был герой войны 1812 г. Сидор Семёнов из д. Кожар-Яндоба. Бой длился около часа. Каратели дали по толпе несколько залпов — 14 были тяжело ранены, трое умерли, более 400 арестованы.
До Великой Октябрьской социалистической революции территория деревни входила в состав Ассакасинской волости Ядринского уезда Казанской губернии.
С 1992 года в составе Ермошкинского сельского поселения.
В списке нас. мест 1907г — Б. Альменева (Мӑн Элмен, Муньялы), 96 дворов, 548 душ (283 муж, 265 жен.).
На 01.01.2004 — 105 дворов, 173 чел. Имелись: сельский клуб, фельдшерско-акушер. пункт, магазин ТПС, водопровод. Д. газифицирована — 31 двор.
На данный момент по главной улице в деревне постелено новое дорожное покрытие.

## География
Деревня находится в центральной части Чувашии, в пределах Чувашского плато, в зоне хвойно-широколиственных лесов, на левом берегу реки Большой Цивиль, к востоку от автодороги 97К-001, на расстоянии примерно 18 километров (по прямой) к северу от посёлка городского типа Вурнары, административного центра района. Абсолютная высота — 112 метров над уровнем моря.

### Климат
Климат характеризуется как умеренно континентальный, с умеренно холодной снежной зимой и тёплым летом. Среднегодовая температура воздуха — 3 °С. Средняя температура воздуха самого тёплого месяца (июля) — 18,3 °C (абсолютный максимум — 37 °C); самого холодного (января) — −12,9 °C (абсолютный минимум — −42 °C). Безморозный период длится 143 дня. Продолжительность периода активной вегетации растений (средняя температура воздуха выше 10 °C) составляет 132—137 дней. Среднегодовое количество атмосферных осадков составляет 552 мм, из которых большая часть выпадает в тёплый период. Снежный покров держится около 147 дней.

### Часовой пояс
Деревня Мунъялы, как и вся Чувашия, находится в часовой зоне МСК (московское время). Смещение применяемого времени относительно UTC составляет +3:00.

## Население
| 2010 | 2012 |
| ---- | ---- |
| 106  | ↗130 |

Согласно результатам переписи 2002 года, в национальной структуре населения чуваши составляли 100 % из 167 чел.